# Bosnisch-herzegowinischer Fußball-Cup 2024/25
Der bosnisch-herzegowinischer Fußballpokal 2024/25 (in der Landessprache Kup Bosne i Hercegovine) wurde zum 31. Mal ausgespielt. Titelverteidiger war HŠK Zrinjski Mostar.
In der 1. Runde und im Achtelfinale wurden die Begegnungen in einem Spiel entschieden. Das Viertel-, Halbfinale und Finale wurde in zwei Spielen ausgetragen. Der Sieger qualifizierte sich für die zweite Qualifikationsrunde zur UEFA Conference League 2025/26.

## Teilnehmende Mannschaften
Für die erste Runde waren folgende 32 Mannschaften sportlich qualifiziert:
| Premijer Liga 12 Vereine der Saison 2024/25 | Erste Liga FBiH 5 Vereine der Saison 2024/25                                                         | Erste Liga RS 9 Vereine der Saison 2024/25 | Zweite Liga FBiH 4 Vereine der Saison 2024/25      | 1. Kantonsliga 2 Vereine der Saison 2024/25 |
| FK Borac Banja Luka FK Radnik Bijeljina NK GOŠK Gabela FK Igman Konjic HSK Posušje FK Sarajevo FK Sloga Doboj NK Široki Brijeg FK Sloboda Tuzla FK Velež Mostar FK Željezničar Sarajevo HŠK Zrinjski Mostar | NK Čelik Zenica NK Bratstvo Gračanica NK Stupčanica Olovo NK Troglav 1918 Livno NK Zvijezda Gradačac | FK Famos Vojkovići FK Kozara Gradiška FK Laktaši FK Leotar Trebinje FK Sloboda Novi Grad FK Rudar Prijedor FK Gornji Rahić FK Slavija Sarajevo FK Zvijezda 09 | FK Famos Hrasnica HNK Kruševo NK Svatovac NK Žepče | Mladost Solina NK Vareš                     |

## 1. Runde
| Datum                 |                       | Ergebnis              |                         |
| --------------------- | --------------------- | --------------------- | ----------------------- |
| 29.10.2024, 14:00 Uhr | FK Leotar Trebinje    | 0:3 (0:1)             | FK Željezničar Sarajevo |
| 29.10.2024, 17:00 Uhr | NK Čelik Zenica       | 2:1 (2:1)             | NK Stupčanica Olovo     |
| 30.10.2024, 15:00 Uhr | HNK Kruševo           | 1:1 (0:0) (3:2 i. E.) | FK Sloboda Tuzla        |
| 30.10.2024, 14:00 Uhr | Mladost Solina        | 0:2 (0:1)             | FK Igman Konjic         |
| 30.10.2024, 14:00 Uhr | NK Svatovac           | 0:2 (0:0)             | FK Velež Mostar         |
| 30.10.2024, 14:00 Uhr | FK Rudar Prijedor     | 1:1 (1:1) (3:4 i. E.) | NK GOŠK Gabela          |
| 30.10.2024, 14:00 Uhr | FK Famos Hrasnica     | 0:3 (0:2)             | HSK Posušje             |
| 30.10.2024, 14:00 Uhr | NK Žepče              | 1:2 (0:1)             | HŠK Zrinjski Mostar     |
| 30.10.2024, 14:00 Uhr | NK Bratstvo Gračanica | 0:5 (0:2)             | FK Radnik Bijeljina     |
| 30.10.2024, 14:00 Uhr | FK Gornji Rahić       | 0:0 (4:5 i. E.)       | FK Sloga Doboj          |
| 30.10.2024, 14:00 Uhr | FK Sloboda Novi Grad  | 0:2 (0:2)             | FK Sarajevo             |
| 30.10.2024, 14:00 Uhr | NK Vareš              | 3:2 (1:0)             | FK Kozara Gradiška      |
| 30.10.2024, 14:00 Uhr | NK Zvijezda Gradačac  | 2:1 (0:0)             | FK Zvijezda 09          |
| 30.10.2024, 14:00 Uhr | FK Famos Vojkovići    | 5:2 (2:2)             | FK Slavija Sarajevo     |
| 06.11.2024, 14:00 Uhr | NK Troglav 1918 Livno | 0:9 (0:4)             | NK Široki Brijeg        |
| 16.11.2024, 13:30 Uhr | FK Laktaši            | 0:2 (0:1)             | FK Borac Banja Luka     |

## Achtelfinale
| Datum                 |                         | Ergebnis        |                      |
| --------------------- | ----------------------- | --------------- | -------------------- |
| 07.02.2025, 13:00 Uhr | FK Igman Konjic         | 0:1             | HŠK Zrinjski Mostar  |
| 08.02.2025, 13:00 Uhr | HNK Kruševo             | 2:0             | NK Zvijezda Gradačac |
| 08.02.2025, 13:00 Uhr | FK Velež Mostar         | 2:1             | FK Radnik Bijeljina  |
| 08.02.2025, 16:00 Uhr | NK Široki Brijeg        | 1:0             | NK GOŠK Gabela       |
| 08.02.2025, 18:30 Uhr | FK Željezničar Sarajevo | 6:0             | NK Vareš             |
| 09.02.2025, 13:00 Uhr | FK Famos Vojkovići      | 0:0 (4:2 i. E.) | HSK Posušje          |
| 09.02.2025, 15:15 Uhr | FK Sarajevo             | 3:1             | FK Sloga Doboj       |
| 09.02.2025, 17:30 Uhr | FK Borac Banja Luka     | 3:0             | NK Čelik Zenica      |

## Viertelfinale
| Datum                                             |                    | Gesamt |                         | Hinspiel | Rückspiel |
| ------------------------------------------------- | ------------------ | ------ | ----------------------- | -------- | --------- |
| 25.02.2025 um 13:00 Uhr / 12.03.2025 um 15:00 Uhr | HNK Kruševo        | 02:11  | FK Željezničar Sarajevo | 1:8      | 1:3       |
| 25.02.2025 um 20:30 Uhr / 11.03.2025 um 17:30 Uhr | FK Sarajevo        | 2:1    | HŠK Zrinjski Mostar     | 1:1      | 1:0       |
| 26.02.2025 um 13:00 Uhr / 22.03.2025 um 16:00 Uhr | FK Famos Vojkovići | 1:5    | FK Borac Banja Luka     | 1:3      | 0:2       |
| 26.02.2025 um 20:30 Uhr / 12.03.2025 um 17:30 Uhr | NK Široki Brijeg   | 4:1    | FK Velež Mostar         | 2:0      | 2:1       |

## Halbfinale
| Datum                                             |                  | Gesamt |                         | Hinspiel | Rückspiel |
| ------------------------------------------------- | ---------------- | ------ | ----------------------- | -------- | --------- |
| 02.04.2025 um 18:00 Uhr / 16.04.2025 um 17:30 Uhr | NK Široki Brijeg | 3:1    | FK Željezničar Sarajevo | 3:0      | 0:1       |
| 02.04.2025 um 20:30 Uhr / 15.04.2025 um 17:30 Uhr | FK Sarajevo      | 2:1    | FK Borac Banja Luka     | 0:1      | 2:0       |

## Finale

### Hinspiel
| Paarung          | FK Sarajevo – NK Široki Brijeg |
| Ergebnis         | 4:0 (2:0) |
| Datum            | 7. Mai 2025 um 18:00 Uhr |
| Stadion          | Stadion Asim Ferhatović Hase, Sarajevo |
| Zuschauer        | 8.500 |
| Schiedsrichter   | Luka Bilbija |
| Tore             | 1:0 Aldin Turkes (4.) 2:0 Aldin Turkes (15.) 3:0 Vladan Bubanja (54.) 4:0 Filip Taraba (63., Eigentor) |
| FK Sarajevo      | Lovre Rogić – Filip Jović, Martin Paskaljew, Vinko Soldo – Nermin Mujkić, Momodou Jatta (58. Karlo Lulić), Domagoj Pavičić (85. Mirza Mustafić), Vladan Bubanja , Mihael Kuprešak (78. Bruno Unušić) – Aldin Turkes (58. Karlo Butić), Francis Kyeremeh (85. Giorgi Guliaschwili) Cheftrainer: Zoran Zekić ( Kroatien) |
| NK Široki Brijeg | Renato Josipović – Filip Taraba , Božo Musa, Matej Senić (68. Patrick Stanić), Ivan Pranjić (68. Filip Mekić) – Mato Stanić, Marcino – Franjo Posavac, Tomislav Tomić (75. Marko Matić), Ivan Jukić (68. Filip Matić) – Miroslav Iličić (46. Ilija Bagarić) Cheftrainer: Dean Klafurić ( Kroatien)                     |
| Gelbe Karten     | keine – Matej Senić (57.) |

### Rückspiel
| Paarung          | NK Široki Brijeg – FK Sarajevo |
| Ergebnis         | 1:1 (0:0) |
| Datum            | 14. Mai 2025 um 21:00 Uhr |
| Stadion          | Pecara-Stadion, Široki Brijeg |
| Zuschauer        | 2.500 |
| Schiedsrichter   | Ermin Sivac |
| Tore             | 0:1 Mato Stanić (76.) 1:1 Karlo Lulić (89.) |
| NK Široki Brijeg | Renato Josipović – Franjo Posavac, Filip Taraba , Patrick Stanić, Ivan Pranjić – Mato Stanić, Marko Matić (63. Tomislav Tomić) – Ivan Jukić (81. Filip Matić), Marcino (84. Vito Medić), Domagoj Jelavić (63. Matija Kolarić) – Ilija Bagarić Cheftrainer: Dean Klafurić ( Kroatien)                                         |
| FK Sarajevo      | Lovre Rogić – Filip Jović, Martin Paskaljev, Vinko Soldo – Amar Beganović , Momodou Jatta (86. Eldar Mehmedović), Domagoj Pavičić (71. Karlo Lulić), Vladan Bubanja (86. Anes Krdžalić), Nermin Mujkić – Mihael Kuprešak (71. Aldin Turkes), Francis Kyeremeh (71. Giorgi Guliaschwili) Cheftrainer: Zoran Zekić ( Kroatien) |
| Gelbe Karten     | Mato Stanić (17.), Lovro Musa (77. Ersatzbank) – Vinko Soldo (12.), Amar Beganović (58.), Karlo Lulić (77.) |